# Aralēz

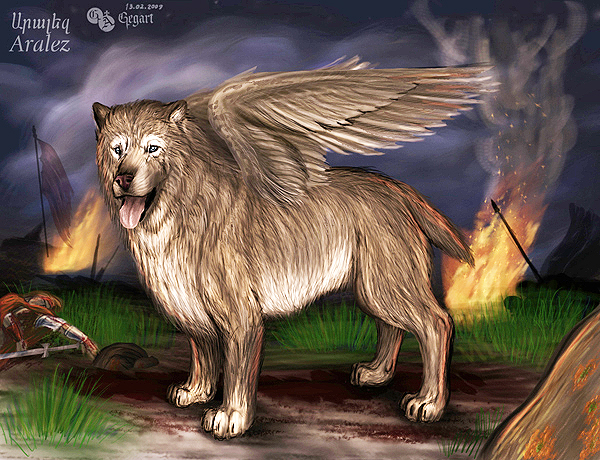
Aralēz auf dem Schlachtfeld (nach Gegart, 2009)

Aralēz (auch Aṙlēz; von yarlez = „Immerlecker“) ist in der Armenischen Mythologie ein guter Geist aus der Gruppe der Devs.
Aralēz taucht in Gestalt eines geflügelten Hundes in der Schlacht bei Verwundeten auf und heilt sie, indem er ihre Wunden beleckt. Gefallene kann Aralēz auf diese Weise sogar wieder zum Leben erwecken.